# Nymble (Chalmers)
Nymble är på Chalmers tekniska högskola mellantinget mellan nollan och etta. Efter mottagningen på Chalmers benämns de nya studenterna inte längre "nollan" utan de upphöjs till nymble. När första tentan är avklarad får man kalla sig etta. Nymble kommer från Gamble som är beteckning på studenter i minst tredje året.